# Jannis Rabold
Jannis Rabold (* 27. März 2001 in Karlsruhe) ist ein deutscher Fußballspieler. Der Rechtsverteidiger steht derzeit beim FC Nöttingen unter Vertrag.

## Karriere

### Verein
Rabold begann beim 1. SV Mörsch mit dem Fußballspielen und wechselte später zum Karlsruher SC und lief dort zunächst für die U-14-Mannschaft auf. In der Folge durchlief er sämtliche Jugendmannschaften bis zur U-19. Während der Sommerpause 2020 unterzeichnete er einen bis 2022 datierten Profivertrag. Am 2. Spieltag der Saison 2020/21 stand er beim Spiel gegen den VfL Bochum erstmals im Kader der Profimannschaft für ein Ligaspiel, nachdem er bereits am 12. September 2020 im Kader für das DFB-Pokalspiel gegen den 1. FC Union Berlin gestanden hatte. Am 12. Spieltag, dem 17. Dezember 2020, kam Rabold bei der 1:4-Niederlage beim FC Erzgebirge Aue zu seinem ersten Profieinsatz, als er kurz vor Spielende von Trainer Christian Eichner für Marco Thiede eingewechselt wurde.
Zur Saison 2022/23 wechselte er zum bayrischen Regionalligisten 1. FC Schweinfurt 05, die Saison 2023/24 spielte er beim baden-württembergischen Oberligisten ATSV Mutschelbach. Nach deren Rückzug am Saisonende wechselte er mit einigen Mannschaftskameraden zum nahegelegenen Oberligisten FC Nöttingen.

### Nationalmannschaft
Im Jahr 2016 kam Rabold jeweils gegen die Niederlande zu zwei Spielen für die deutsche U-15-Nationalmannschaft. Es folgten fünf Spiele für die deutsche U-16-Nationalmannschaft.